# Platenwinkel

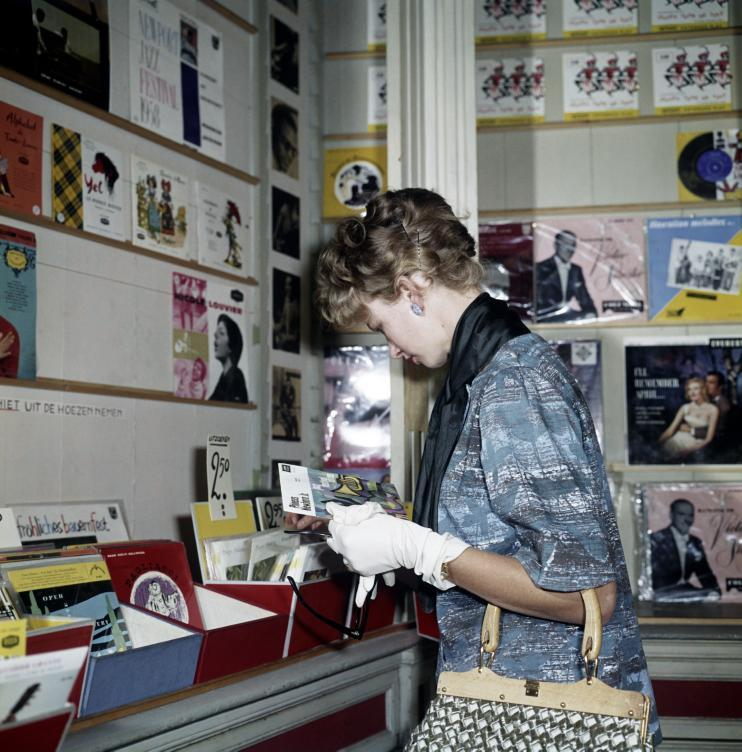
Platenzaak Smits, Den Haag (Foto Spaarnestad, 1962)

Een platenwinkel (ook platenzaak) is een detailwinkel waar opgenomen muziek wordt verkocht. Het woord heeft van oorsprong betrekking op winkels die gespecialiseerd waren in de verkoop van grammofoonplaten.
Gedurende de tweede helft van de twintigste eeuw kwamen andere geluidsdragers zoals het cassettebandje en de cd in de winkel te liggen. Deze vervingen de elpee waarna deze uit de winkel verdween. De winkels worden nog wel platenzaken genoemd: een benaming als "cd-zaak" heeft geen ingang gevonden in het taalgebruik. Door de verspreiding van muziek via internet kregen winkels die fysieke muziekdragers verkochten het zwaar. Er verdwenen veel platenzaken met een dieptepunt van 152 winkels in Nederland in 2022. Door een opkomende herinteresse in elpees worden er weer nieuwe platenzaken geopend.
Een bekende keten van platenwinkels in Nederland is Plato. Boudisque en Da Capo Records zijn verdwenen platenwinkels met een artikel op de Nederlandstalige Wikipedia. Naast winkels waarbij vrijwel de volledige inventaris uit geluidsdragers bestaat zijn en waren er ook winkels, voornamelijk warenhuizen, waarbij een afdeling werd ingericht voor de verkoop van muziek. Voorbeelden hiervan zijn Fnac, V&D, Free Record Shop, Van Leest en in het Verenigd Koninkrijk His Master's Voice.
Naast geluidsdragers verkopen platenzaken soms ook andere muziekgerelateerde producten zoals muziekboeken. Het komt ook voor dat platenwinkels een bak hebben met daarin posters die gratis of tegen betaling meegenomen mogen worden. Om nieuwe muziek te promoten spelen muzikanten hun muziek, meestal een handvol nummers, live in platenwinkels. Dit wordt een instore genoemd. Een jaarlijkse dag met veel instores, in het leven geroepen om de platenzaakbranche te promoten, is Record Store Day.